# Марфино (деревня, Москва)
Марфино — деревня в Троицком административном округе Москвы (до 1 июля 2012 года была в составе Наро-Фоминского района Московской области). Входит в состав поселения Первомайское.

## Население
| 1859 | 1890 | 1899 | 1926 | 2002 | 2006 | 2010 |
| ---- | ---- | ---- | ---- | ---- | ---- | ---- |
| 62   | ↗64  | ↘53  | ↗100 | ↘0   | ↗1   | →1   |

Согласно Всероссийской переписи, в 2002 году в деревне не было постоянного населения. По данным на 2005 год, в деревне проживал 1 человек.

## География
Деревня Марфино находится в северной части Троицкого административного округа, у границы с Новомосковским административным округом, примерно в 11 км к северо-западу от центра города Троицка. В деревне одна улица — Санаторная, приписано одно садоводческое товарищество. В полутора километрах севернее деревни проходит Киевское шоссе М3, восточнее протекает река Незнайка бассейна Пахры. Ближайшие населённые пункты — деревни Соколово и Кривошеино.

## История
Деревня упоминается в писцовых книгах 1627—1628 гг.:

…деревня Марфина, а в ней крестьян и бобылей 8 дворов в них 8 челов…— Исторические материалы о церквах и сёлах XVI—XVIII ст.
В «Списке населённых мест» 1862 года — владельческая деревня 1-го стана Подольского уезда Московской губернии, по правую сторону старокалужского тракта, в 26 верстах от уездного города и 24 верстах от становой квартиры, при ручье Сергеева Могилка, с 10 дворами и 62 жителями (29 мужчин, 33 женщины).
По данным на 1899 год — деревня Десенской волости Подольского уезда с 53 жителями.
В 1913 году — 17 дворов.
По материалам Всесоюзной переписи населения 1926 года — деревня Кривошеинского сельсовета Десенской волости Подольского уезда в 10,7 км от Калужского шоссе и 8,5 км от станции Крёкшино Киево-Воронежской железной дороги, проживало 100 жителей (42 мужчины, 58 женщин), насчитывалось 19 крестьянских хозяйств.
1929—1946 гг. — населённый пункт в составе Красно-Пахорского района Московской области.
1946—1957 гг. — в составе Калининского района Московской области.
1957—1960 гг. — в составе Ленинского района Московской области.
1960—1963, 1965—2012 гг. — в составе Наро-Фоминского района Московской области.
1963—1965 гг. — в составе Звенигородского укрупнённого сельского района Московской области.